# 姉崎站
姉崎站（日语：／ Anegasaki eki */?）是位於千葉縣市原市姉崎528番2號，東日本旅客鐵道（JR東日本）的內房線車站。

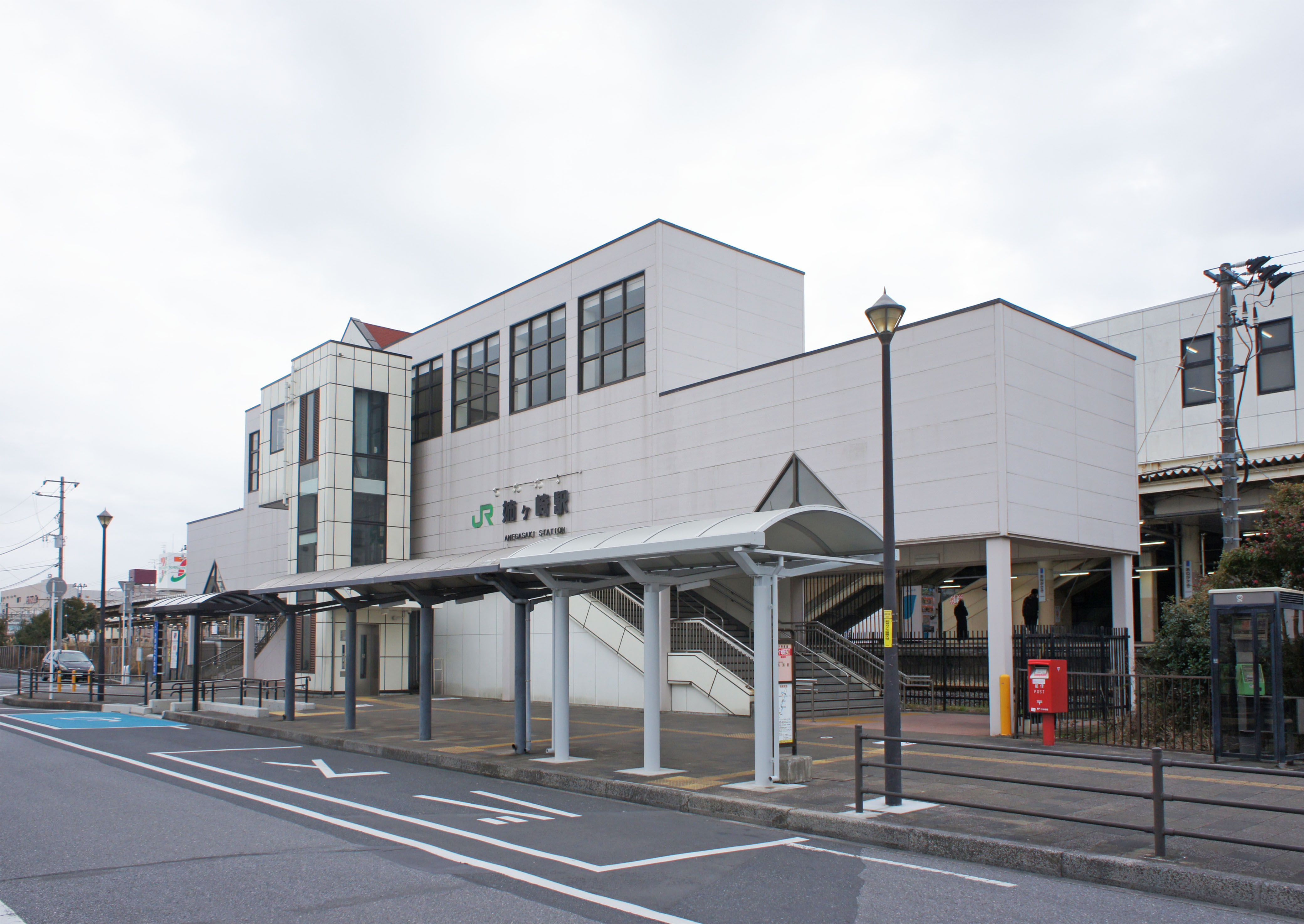
西口（2022年1月）

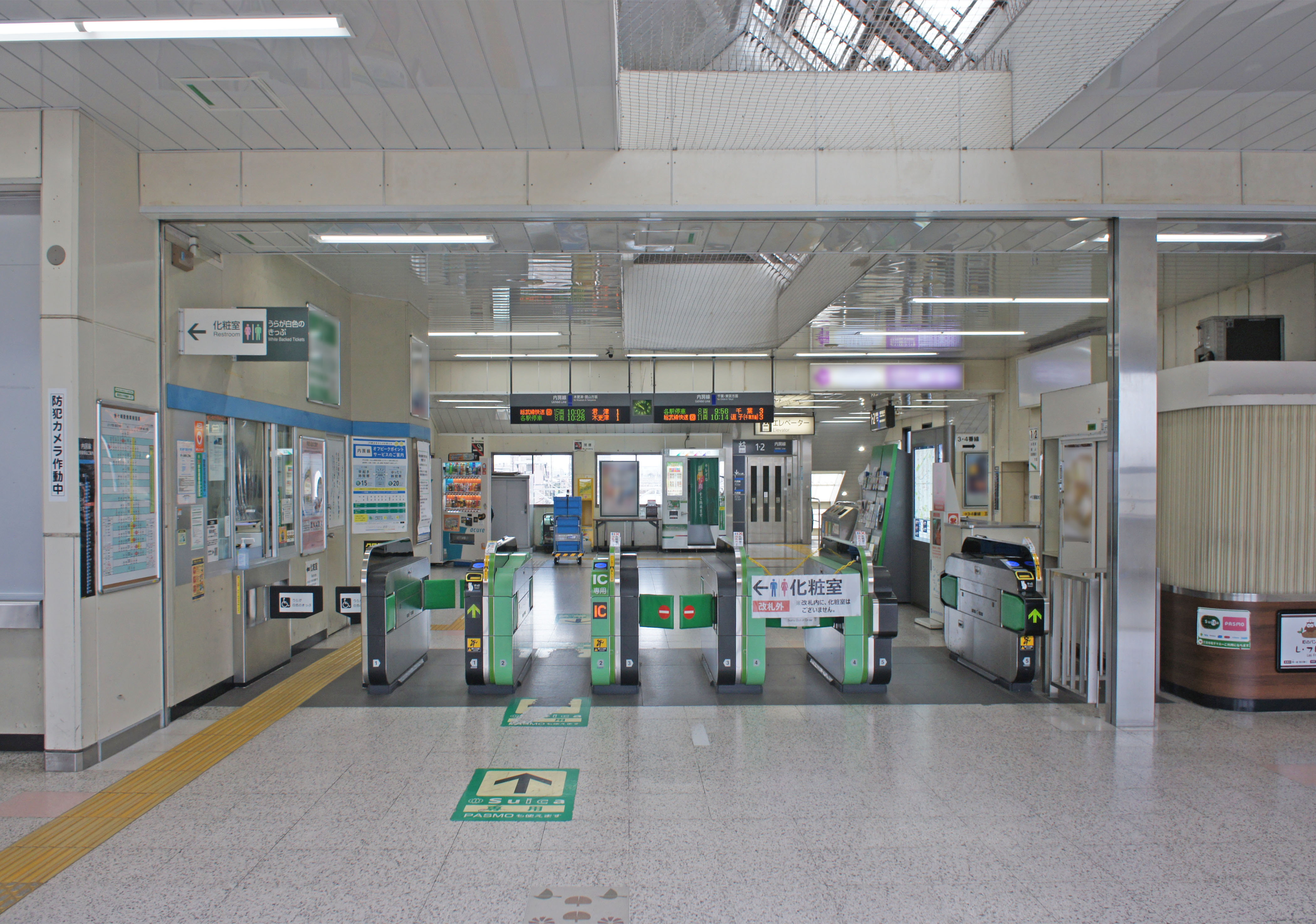
檢票口（2022年1月）

車站日文為，車站所在的地名為。

## 歷史
- 1912年（明治45年）3月28日：車站啟用[1]。
- 1987年（昭和62年）4月1日：伴隨國鐵分割民營化，車站由東日本旅客鐵道（JR東日本）營運[1]。
- 1989年（平成元年）5月29日：跨站式站房落成[3]，升降機開始使用[4]。
- 2001年（平成13年）11月18日：此站可以使用IC卡「Suica」[広報 1]。
- 2017年（平成29年）11月20日：成為業務委託車站[5]。

## 車站構造

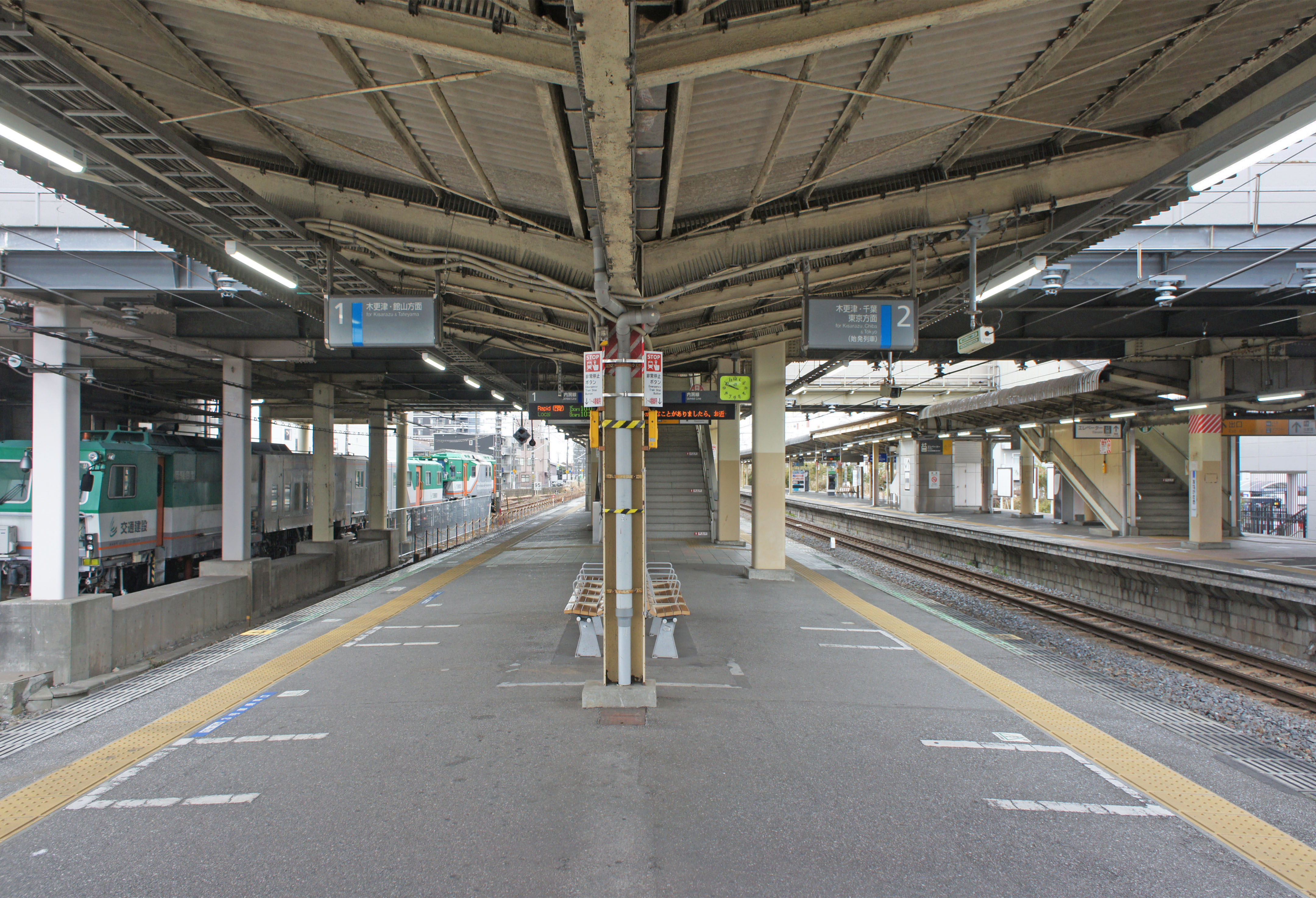
1號與2號月臺（2022年1月）

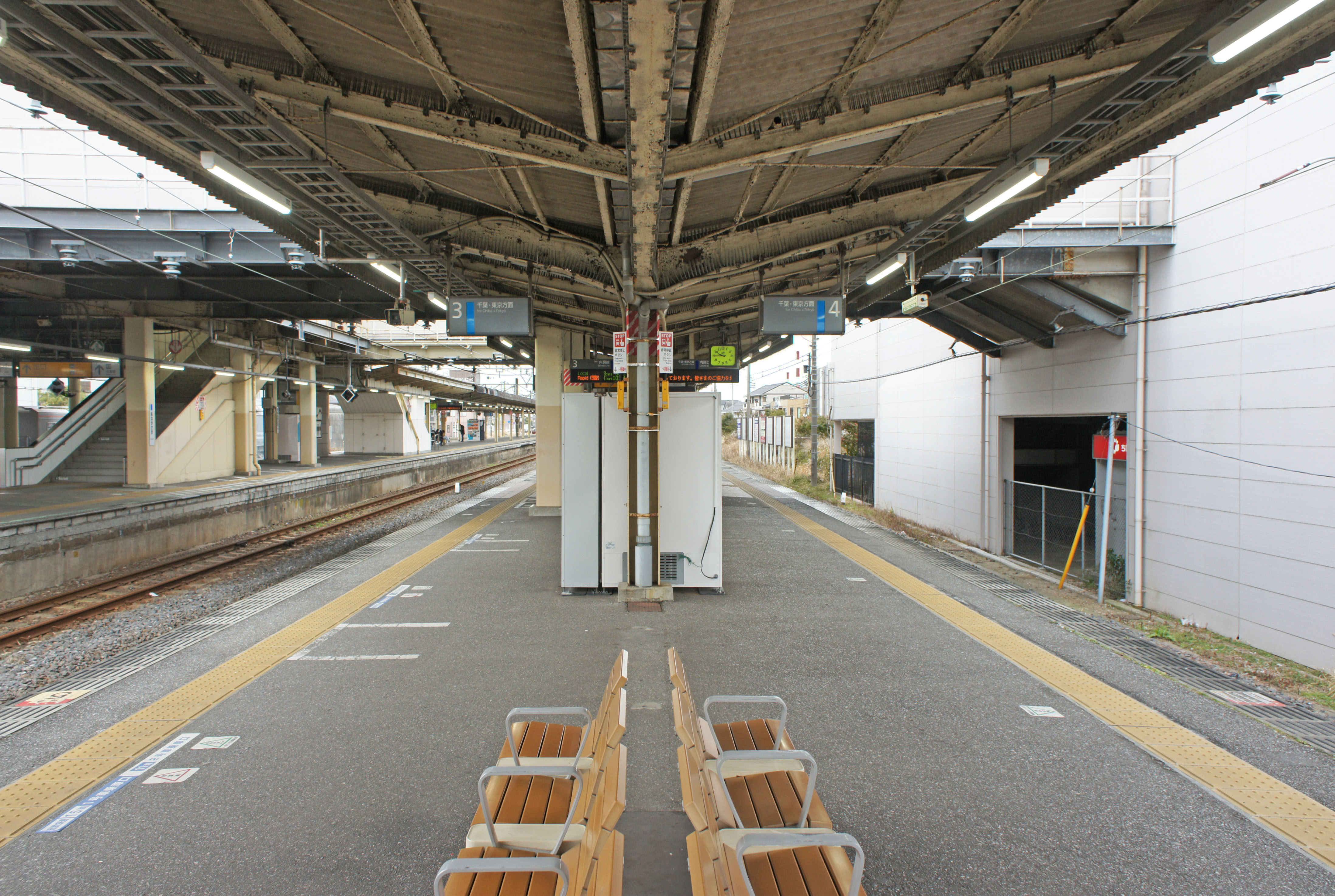
3號與4號月臺（2022年1月）

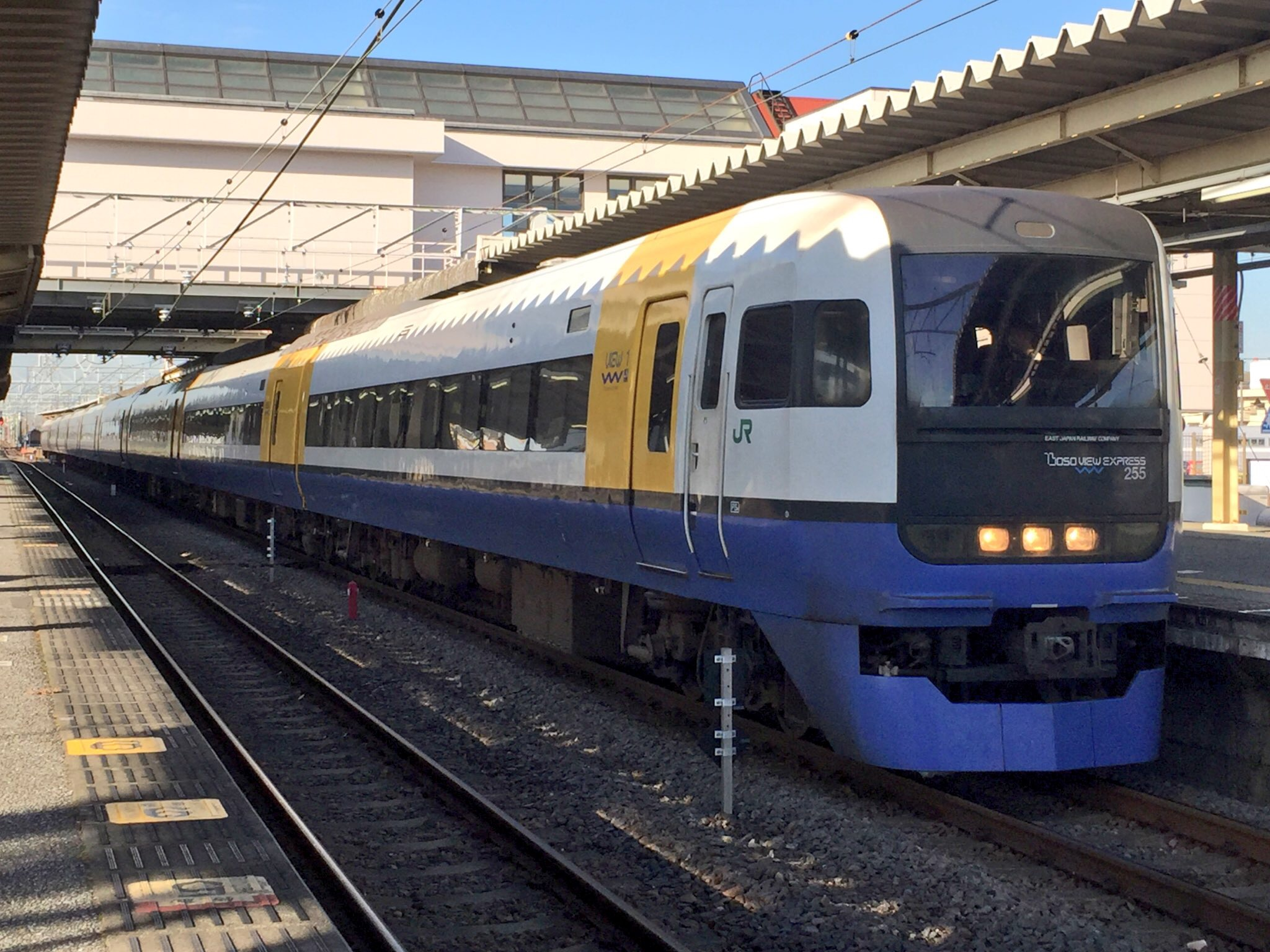
停靠中的特急細波4號（2018年2月）

此站是地面車站，設有2面4線的島式月台。車站設有跨站式站房。
此站是由五井站管理的業務委託車站，委托了JR東日本車站服務負責車站業務。此站設有綠色窗口、指定席售票機和自動閘機。發車音樂中，當初使用了東洋Media Links製的「Water Crown」無盡版本，在2017年1月更新廣播裝置，音樂改為「Water Crown」標準版。在2010年3月6日，車站內設有10台發車標。此站設有普通列車等待特急、快速通過此站。

### 月台
| 月台 | 路線    | 上下行 | 方向             | 備註                        |
| ---- | ------- | ------ | ---------------- | --------------------------- |
| 1、2 | ■內房線 | 下り   | 木更津、館山方向 |                             |
| 3、4 | ■內房線 | 上り   | 千葉、東京方向   | 從此站出發的列車使用2號月台 |

參考
在早上和黃昏繁忙時間設有行走於千葉站至此站之間的折返列車。曾經總武線直通的快速電車，並於此站折返。
| 運輸編號 | 月台 | 可容納車廂 | 千葉方向到發 | 安房鴨川方向到發 | 備註       |
| -------- | ---- | ---------- | ------------ | ---------------- | ---------- |
| 下本     | 1    | 15卡       | 可到達       | 可出發           | 下行主本線 |
| 下1      | 2    | 15卡       | 可到達或出發 | 可出發           |            |
| 上本     | 3    | 15卡       | 可出發       | 可到達           | 上行主本線 |
| 上1      | 4    | 15卡       | 可出發       | 可到達           |            |

- 主本線可到發或通過。
- 在2017年3月4日起，4號月台設有1架列車留置（6卡）。該列車晚上會前位木更津站，翌日早上會執行從該站出發前往千葉。

* 參考資料：「JR東日本全線【決定版】鉄道地図帳」 第4卷 「水戶、千葉分社管內編」 《學研》 2010年3月

## 使用狀況
在2019年（令和元年）度1日平均乘車人次為10,113人，以下為乘車人次變化列表：
| 乘車人次變化       | 乘車人次變化     | 乘車人次變化 |
| 年度               | 1日平均 乘車人次 | 參考資料     |
| ------------------ | ---------------- | ------------ |
| 1990年（平成02年） | 12,706           | [ * 1 ]      |
| 1991年（平成03年） | 13,496           | [ * 2 ]      |
| 1992年（平成04年） | 14,111           | [ * 3 ]      |
| 1993年（平成05年） | 14,404           | [ * 4 ]      |
| 1994年（平成06年） | 14,420           | [ * 5 ]      |
| 1995年（平成07年） | 14,069           | [ * 6 ]      |
| 1996年（平成08年） | 13,674           | [ * 7 ]      |
| 1997年（平成09年） | 13,197           | [ * 8 ]      |
| 1998年（平成10年） | 12,748           | [ * 9 ]      |
| 1999年（平成11年） | 12,371           | [ * 10 ]     |
| 2000年（平成12年） | 12,074           | [ * 11 ]     |
| 2001年（平成13年） | 11,845           | [ * 12 ]     |
| 2002年（平成14年） | 11,745           | [ * 13 ]     |
| 2003年（平成15年） | 11,664           | [ * 14 ]     |
| 2004年（平成16年） | 11,473           | [ * 15 ]     |
| 2005年（平成17年） | 11,386           | [ * 16 ]     |
| 2006年（平成18年） | 11,494           | [ * 17 ]     |
| 2007年（平成19年） | 11,500           | [ * 18 ]     |
| 2008年（平成20年） | 11,385           | [ * 19 ]     |
| 2009年（平成21年） | 10,943           | [ * 20 ]     |
| 2010年（平成22年） | 10,706           | [ * 21 ]     |
| 2011年（平成23年） | 10,537           | [ * 22 ]     |
| 2012年（平成24年） | 10,483           | [ * 23 ]     |
| 2013年（平成25年） | 10,659           | [ * 24 ]     |
| 2014年（平成26年） | 10,426           | [ * 25 ]     |
| 2015年（平成27年） | 10,447           | [ * 26 ]     |
| 2016年（平成28年） | 10,412           | [ * 27 ]     |
| 2017年（平成29年） | 10,338           | [ * 28 ]     |
| 2018年（平成30年） | 10,218           | [ * 29 ]     |
| 2019年（令和元年） | 10,113           |              |

## 車站周邊

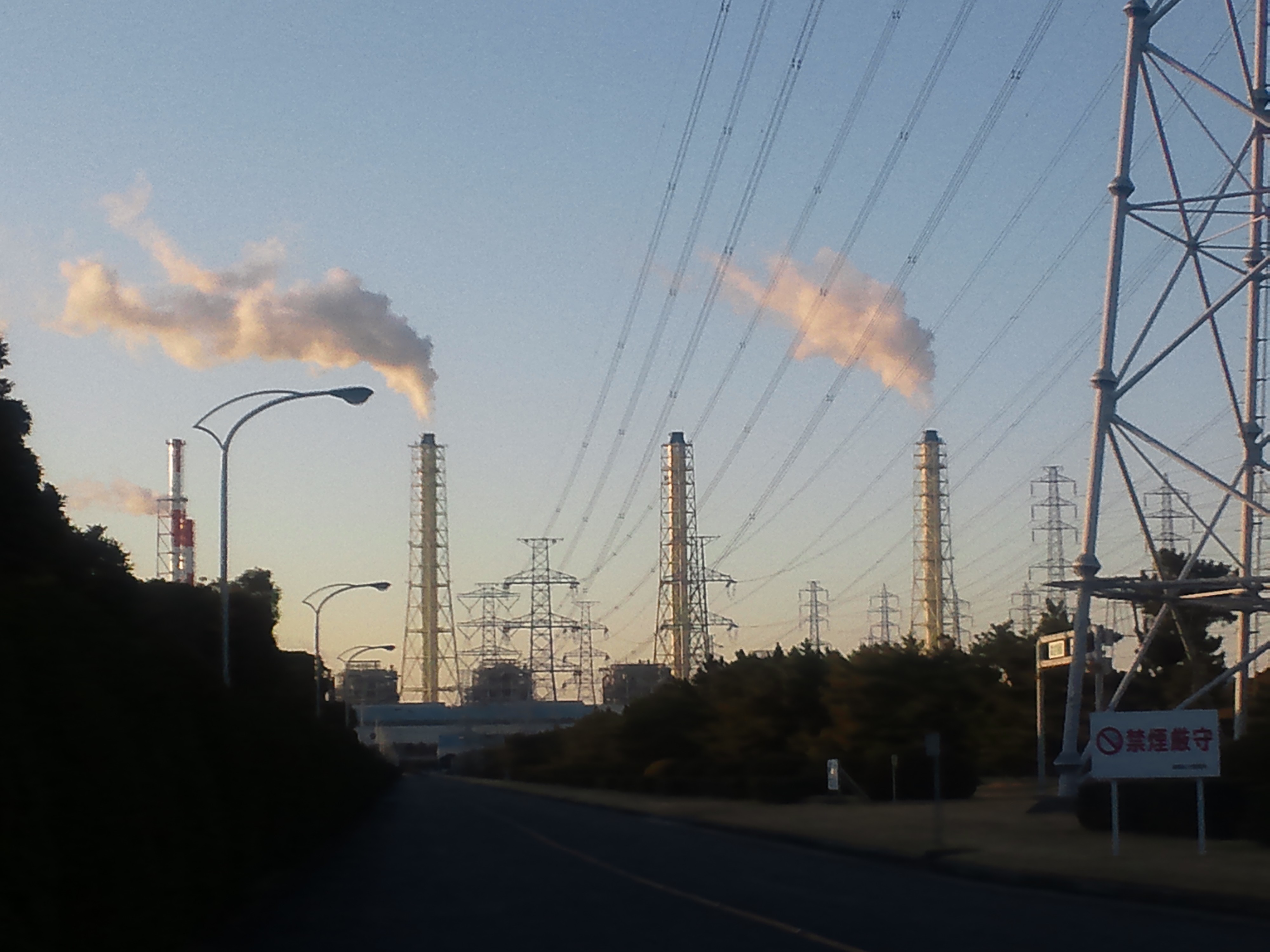
姉崎火力発電所

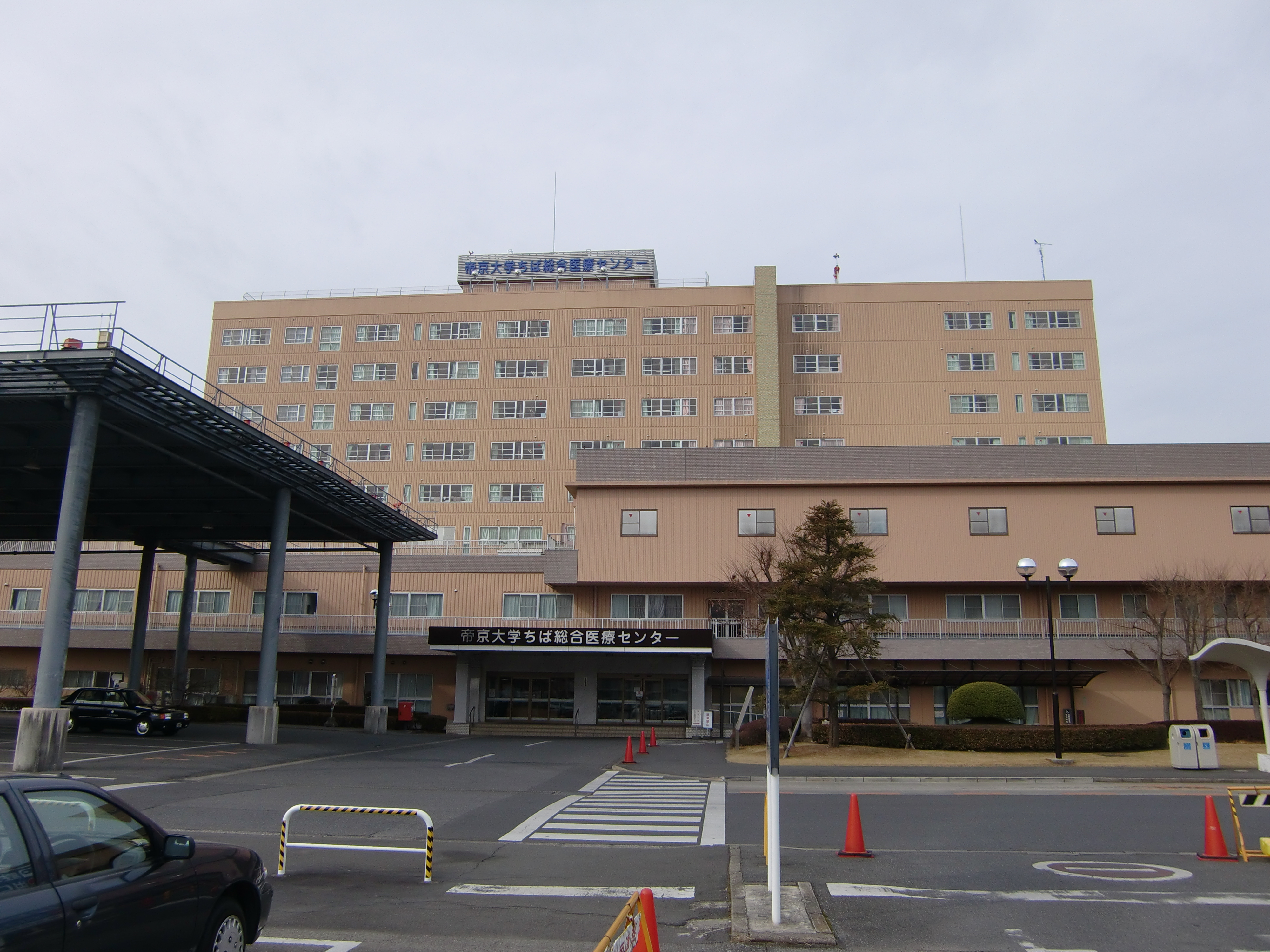
帝京大學千葉綜合醫療中心

東出口和西出口均設有的士站。西出口設有京葉工業地帶，該處設有許多工廠。東出口設有許多商業設施，在平成通上設有姉崎古墳群。
- 國道16號
- 千葉縣道13號市原茂原線（日语：千葉県道13号市原茂原線）
- 千葉縣道24號千葉鴨川線（日语：千葉県道24号千葉鴨川線）
- 千葉縣道287號袖浦姉崎停車場線（日语：千葉県道287号袖ケ浦姉ケ崎停車場線）
- 千葉港姉崎地區（姉崎港）
- 市原市姉崎支所
- 市原市消防局（日语：市原市消防局）姉崎消防署
- 姉崎郵局（日语：姉崎郵便局）
- 姉崎仲町郵局
- 千葉縣立姉崎高等學校（日语：千葉県立姉崎高等学校）
- 市原市立姉崎中學（日语：市原市立姉崎中学校）
- 市原市立姉崎東中學（日语：市原市立姉崎東中学校）
- 市原市立千種中學（日语：市原市立千種中学校）
- 市原市立姉崎小學（日语：市原市立姉崎小学校）
- 市原市立明神小學（日语：市原市立明神小学校）
- 市原市立青葉台小學（日语：市原市立青葉台小学校）
- 市原市立千種小學（日语：市原市立千種小学校）
- 帝京大學千葉綜合醫療中心（日语：帝京大学ちば総合医療センター）（步行約35分鐘）
- 東京電力姉崎火力發電站（日语：姉崎火力発電所）
- 出光興産千葉製油所、中央訓練所
- 小湊鐵道巴士鹽田營業所（日语：小湊鐵道塩田営業所）姉崎車庫
- 京葉 Day 2（日语：ケーヨー）姉崎店
- 伊藤洋華堂姉崎店
- 丸井姉崎店
- 松本清姉崎店
- Yax藥品（日语：千葉薬品）姉崎店
- 豐島屋便當（日语：としまや商事）姉崎店
- 姉崎古墳群
- 姉崎天神山古墳
- 釋迦山古墳
- 姉崎二子塚古墳（日语：姉崎二子塚古墳）
- 姉崎公園

## 巴士路線

### 東出口出發
| 乘車處 | 系統                                                   | 主要途經                               | 目的地                            | 巴士公司 | 備註         |
| ------ | ------------------------------------------------------ | -------------------------------------- | --------------------------------- | -------- | ------------ |
| 1      |                                                        | 姉崎高校前、青葉台第二                 | 帝京大學千葉綜合醫療中心          | 小湊鐵道 | 只於早上服務 |
| 1      | 姉崎高校前、青葉台第二、青葉台綠鎮                     | 帝京大學千葉綜合醫療中心               | 下午至晚上服務                    | 小湊鐵道 |              |
| 1      | 姉崎高校前、青葉台第二                                 | 青葉台綠鎮                             | 早上和晚上服務                    | 小湊鐵道 |              |
| 1      | 帝京大學千葉綜合醫療中心、市原綠園都市總站、光風台坂上 | [[光風台站 (千葉縣)\|光風台站          | 只限平日服務                      | 小湊鐵道 |              |
| 1      | 勾當水、綠丘中央                                       | Dia Palace                             | 平日與星期六 早上和黃昏至晚間服務 | 小湊鐵道 |              |
| 1      | 姉崎中學前、勾當水、綠丘中央、Dia Palace               | 帝京大學千葉綜合醫療中心               | 平日與星期六日間服務              | 小湊鐵道 |              |
| 2      |                                                        | 迎田、綠園都市入口、光風台坂上         | 光風台站]]                        | 小湊鐵道 |              |
| 2      | 迎田、綠園都市入口、市原綠園都市總站、光風台坂上       | 光風台站                               |                                   | 小湊鐵道 |              |
| 2      | 迎田、綠園都市入口                                     | 市原綠園都市總站                       |                                   | 小湊鐵道 |              |
| 2      | 迎田、有秋台團地、綠園都市入口                         | 市原綠園都市總站                       |                                   | 小湊鐵道 |              |
| 3      |                                                        | 迎田、有秋台入口、平岡小前、馬來田站前 | 茅野                              | 日東交通 |              |
| 3      | 迎田、有秋台入口、櫻台團地、平岡小前、馬來田站前       | 茅野                                   |                                   | 日東交通 |              |
| 3      | 迎田、有秋台入口                                       | 櫻台團地                               |                                   | 日東交通 |              |
| 5      |                                                        | 姉崎仲町                               | 別莊下                            | 小湊鐵道 |              |
| 11     |                                                        | 青柳、五井站西出口、君塚               | 八幡宿站西出口                    | 小湊鐵道 |              |

### 西出口出發
| 乘車處 | 系統 | 主要途經                                | 目的地     | 巴士公司 | 備註       |
| ------ | ---- | --------------------------------------- | ---------- | -------- | ---------- |
| 1      |      | 潮見第一、青柳橋、Apita前、玉前西一丁目 | 五井站西口 | 小湊鐵道 |            |
| 2      |      | 別莊下、代宿團地、久保田                | 長浦站     | 小湊鐵道 | 每日1～2班 |

## 相鄰車站
東日本旅客鐵道（JR東日本）
■內房線
- 部分特急「細波」停車站

■通勤快速、■快速（經京葉線）、■快速（經總武線）、■普通（各站停車）
五井－姉崎－長浦

## 注腳

### 廣報資料、新聞發布等資料
1. ↑   (PDF). 東日本旅客鉄道.   [2020-04-30]. （原始内容存档 (PDF)于2019-07-27） （日语）.

### 使用狀況
1. ↑  千葉縣統計年鑑 （页面存档备份，存于）（日語） - 千葉縣
2. ↑  市原市統計書 （页面存档备份，存于）（日語） - 市原市

JR東日本2000年度以後的乘車人次
1. ↑  各駅の乗車人員（2000年度） （页面存档备份，存于）（日語） - JR東日本
2. ↑  各駅の乗車人員（2001年度） （页面存档备份，存于）（日語） - JR東日本
3. ↑  各駅の乗車人員（2002年度） （页面存档备份，存于）（日語） - JR東日本
4. ↑  各駅の乗車人員（2003年度） （页面存档备份，存于）（日語） - JR東日本
5. ↑  各駅の乗車人員（2004年度） （页面存档备份，存于）（日語） - JR東日本
6. ↑  各駅の乗車人員（2005年度） （页面存档备份，存于）（日語） - JR東日本
7. ↑  各駅の乗車人員（2006年度） （页面存档备份，存于）（日語） - JR東日本
8. ↑  各駅の乗車人員（2007年度） （页面存档备份，存于）（日語） - JR東日本
9. ↑  各駅の乗車人員（2008年度） （页面存档备份，存于）（日語） - JR東日本
10. ↑  各駅の乗車人員（2009年度） （页面存档备份，存于）（日語） - JR東日本
11. ↑  各駅の乗車人員（2010年度） （页面存档备份，存于）（日語） - JR東日本
12. ↑  各駅の乗車人員（2011年度） （页面存档备份，存于）（日語） - JR東日本
13. ↑  各駅の乗車人員（2012年度） （页面存档备份，存于）（日語） - JR東日本
14. ↑  各駅の乗車人員（2013年度） （页面存档备份，存于）（日語） - JR東日本
15. ↑  各駅の乗車人員（2014年度） （页面存档备份，存于）（日語） - JR東日本
16. ↑  各駅の乗車人員（2015年度） （页面存档备份，存于）（日語） - JR東日本
17. ↑  各駅の乗車人員（2016年度） （页面存档备份，存于）（日語） - JR東日本
18. ↑  各駅の乗車人員（2017年度） （页面存档备份，存于）（日語） - JR東日本
19. ↑  各駅の乗車人員（2018年度） （页面存档备份，存于）（日語） - JR東日本
20. ↑  各駅の乗車人員（2019年度） （页面存档备份，存于）（日語） - JR東日本

千葉縣統計年鑑
1. ↑  千葉縣統計年鑑（平成3年） （页面存档备份，存于）（日語）
2. ↑  千葉縣統計年鑑（平成4年） （页面存档备份，存于）（日語）
3. ↑  千葉縣統計年鑑（平成5年） （页面存档备份，存于）（日語）
4. ↑  千葉縣統計年鑑（平成6年） （页面存档备份，存于）（日語）
5. ↑  千葉縣統計年鑑（平成7年） （页面存档备份，存于）（日語）
6. ↑  千葉縣統計年鑑（平成8年） （页面存档备份，存于）（日語）
7. ↑  千葉縣統計年鑑（平成9年） （页面存档备份，存于）（日語）
8. ↑  千葉縣統計年鑑（平成10年） （页面存档备份，存于）（日語）
9. ↑  千葉縣統計年鑑（平成11年） （页面存档备份，存于）（日語）
10. ↑  千葉縣統計年鑑（平成12年） （页面存档备份，存于）（日語）
11. ↑  千葉縣統計年鑑（平成13年） （页面存档备份，存于）（日語）
12. ↑  千葉縣統計年鑑（平成14年） （页面存档备份，存于）（日語）
13. ↑  千葉縣統計年鑑（平成15年） （页面存档备份，存于）（日語）
14. ↑  千葉縣統計年鑑（平成16年） （页面存档备份，存于）（日語）
15. ↑  千葉縣統計年鑑（平成17年） （页面存档备份，存于）（日語）
16. ↑  千葉縣統計年鑑（平成18年） （页面存档备份，存于）（日語）
17. ↑  千葉縣統計年鑑（平成19年） （页面存档备份，存于）（日語）
18. ↑  千葉縣統計年鑑（平成20年） （页面存档备份，存于）（日語）
19. ↑  千葉縣統計年鑑（平成21年） （页面存档备份，存于）（日語）
20. ↑  千葉縣統計年鑑（平成22年） （页面存档备份，存于）（日語）
21. ↑  千葉縣統計年鑑（平成23年） （页面存档备份，存于）（日語）
22. ↑  千葉縣統計年鑑（平成24年） （页面存档备份，存于）（日語）
23. ↑  千葉縣統計年鑑（平成25年） （页面存档备份，存于）（日語）
24. ↑  千葉縣統計年鑑（平成26年） （页面存档备份，存于）（日語）
25. ↑  千葉縣統計年鑑（平成27年） （页面存档备份，存于）（日語）
26. ↑  千葉縣統計年鑑（平成28年） （页面存档备份，存于）（日語）
27. ↑  千葉縣統計年鑑（平成29年） （页面存档备份，存于）（日語）
28. ↑  千葉縣統計年鑑（平成30年） （页面存档备份，存于）（日語）
29. ↑  千葉縣統計年鑑（令和元年） （页面存档备份，存于）（日語）

## 外部連結
- 車站資訊（姉崎）：東日本旅客鐵道（日語）